# Danah Boyd
Danah Boyd (nascida como Danah Michele Mattas; Altoona, 24 de novembro de 1977) é uma socióloga estadunidense conhecida por seus trabalhos sobre mídias sociais.  boyd é pesquisadora da Microsoft Research, professora da Universidade de Nova York e presidente do Instituto de Pesquisas de Dados e Sociedade, que fundou.